# Nepenthes attenboroughii
Nepenthes attenboroughii – gatunek rośliny z rodziny dzbanecznikowatych. Został opisany w 2009 roku; nazwa gatunkowa honoruje Sir Davida Attenborough. Charakterystyczną cechą tego gatunku są szczególnie duże liście pułapkowe, wyposażone w wąskie wieczko. Gatunek występuje w górskich obszarach Filipin. Pokrewnymi gatunkami są N. mantalingajanensis i N. mira z Palawanu, N. peltata z Mindanao i dzbanecznik radży (N. rajah) z Borneo.